# 테오도르 오토 디너

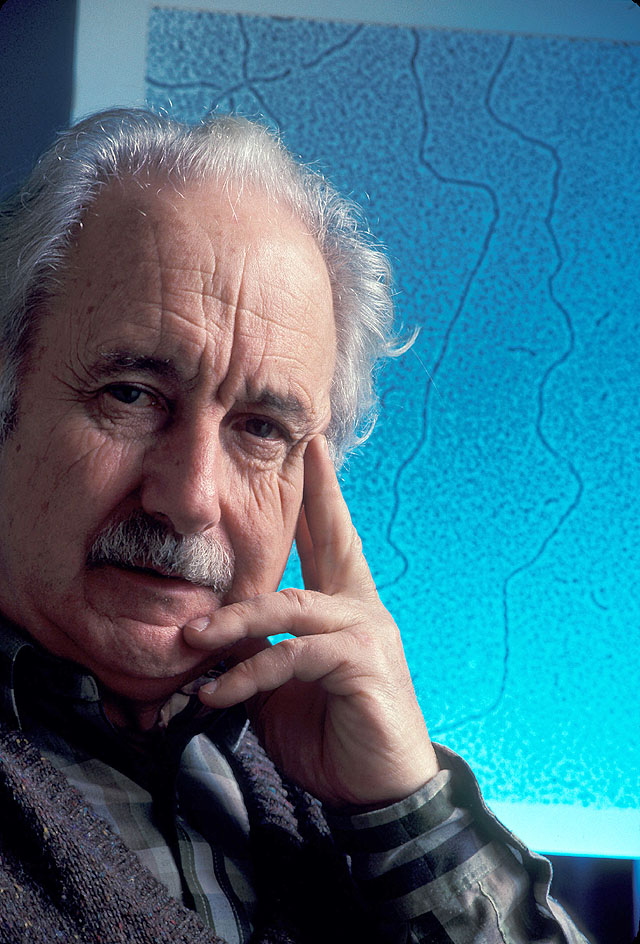

테오도르 오토 디너(Theodor Otto Diener, 1921년 2월 28일 – 2023년 3월 28일)는 스위스계 미국인 식물병리학자였다. 1971년 감자방추병의 원인 물질이 바이러스가 아니라 단백질 캡시드 없이 단일 가닥 RNA의 짧은 가닥으로만 구성된 새로운 물질이라는 사실을 발견했는데, 이는 가장 작은 바이러스보다 80배 더 작다. 그는 그것을 아직 발견되지 않은 유사한 물질인 바이로이드라고 명명할 것을 제안했다. 바이로이드는 알려진 가장 작은 감염원으로 바이러스를 대체했다.

## 같이 보기
- 바이로이드
- 감자걀쭉병